# Cha Cha Cha (canción)
«Cha Cha Cha» es una canción del rapero y cantante finlandés Käärijä, lanzada el 17 de enero de 2023 a través de Warner Music Finlandia. La canción representó a Finlandia en el Festival de la Canción de Eurovisión 2023 después de ganar Uuden Musiikin Kilpailu 2023, la selección nacional finlandesa para el Festival de la Canción de Eurovisión de ese año. «Cha Cha Cha» se convirtió en el favorito de los fanáticos para ganar la competencia, encabezando la votación pública con 376 puntos, obteniendo el segundo mayor número de puntos de televoto de todos los tiempos y terminando en el segundo lugar general con 526 puntos.
«Cha Cha Cha» encabezó las listas en su país natal, así como en Letonia, Lituania y Suecia. También alcanzó los diez primeros en once países más, incluidos Austria, Bélgica, Grecia, Islandia, Irlanda, Israel, Noruega, Suiza y el Reino Unido, convirtiéndose en la primera canción en finlandés en alcanzar los diez primeros de la UK Singles Chart.

## Trasfondo y composición
La canción ha sido descrita como una "pista de fusión metal-dance-pop" por el escritor de Wiwibloggs Oliver Adams. En un análisis de la canción escrita por Adams, la letra describe los sentimientos de alguien durante una noche de fiesta. Al principio, la persona de la canción se dirige a un bar, con la intención de "liberar mi mente del miedo". Después de beber varias piñas coladas, la persona se dirige a la pista de baile, libre de miedo, diciendo "este mundo ya no me asusta".
En una entrevista con la BBC, Käärijä afirmó que la canción trataba sobre la libertad. Él compararía la canción con cuando la gente enfrenta problemas, diciendo "todos tenemos problemas... cuando llega el fin de semana, la gente quiere olvidar todas esas cosas tristes. Y muchas veces beben una piña colada y se animan a ir a la pista de baile... No me importa lo que piensen los demás. ¿Soy buen bailarín o no? ¡No importa! Y espero que otras personas piensen lo mismo".

## Concurso de Eurovisión

### Uuden Musiikin Kilpailu2023
Uuden Musiikin Kilpailu 2023 fue la duodécima edición del Uuden Musiikin Kilpailu (UMK), el concurso de música que selecciona la canción de Finlandia para el Festival de la Canción de Eurovisión. El concurso consistió en una final el 25 de febrero de 2023, donde compitieron siete canciones.  El ganador era seleccionado por una combinación de votos del público (75 %) y siete grupos de jurados internacionales de Australia, Alemania, Polonia, España, Suecia, Ucrania y el Reino Unido (25 %). Los espectadores tenían un total de 882 puntos para otorgar, mientras que los jurados tenían un total de 294 puntos. Cada grupo del jurado distribuía sus puntos de la siguiente manera: 2, 4, 6, 8, 10 y 12 puntos. El voto de los espectadores se basó en el porcentaje de votos que logró cada canción a través de la votación por teléfono, SMS y por la aplicación.
"Cha Cha Cha" fue la tercera canción en presentarse en la final. En los días previos a la final, la canción fue considerada una gran favorita para ganar el concurso, ganando encuestas en varios sitios de fans de Eurovisión. Durante la votación en la final, se reveló que la canción había recibido 72 puntos del jurado y 467 puntos de televoto, obteniendo un total de 539 puntos, ganando por un margen de 387 puntos. Como resultado de su victoria, la canción representaría a Finlandia en el Festival de la Canción de Eurovisión 2023.
Cuando se le preguntó por qué creía que había ganado, Käärijä dijo que la singularidad tanto de la canción como de la actuación puede haber ayudado a ganar por un amplio margen y dijo: "UMK nunca antes había visto una canción o una actuación como esta... puedes llegar lejos incluso si no eres el cantante o rapero más hábil".

### Eurovisión
De acuerdo con las reglas de Eurovisión, todas las naciones con la excepción del país anfitrión y los «Cinco Grandes» (Francia, Alemania, Italia, España y el Reino Unido) deben clasificarse en una de las dos semifinales para competir por el final; los diez mejores países de cada semifinal avanzan a la final. La Unión Europea de Radiodifusión (EBU, por sus siglas en inglés) dividió a los países competidores en seis botes diferentes según los patrones de votación de concursos anteriores, con países con antecedentes de votación mutuamente favorables colocados en el mismo bote. El 31 de enero de 2023, se llevó a cabo un sorteo de asignaciones que colocó a cada país en una de las dos semifinales y determinó en qué mitad del espectáculo actuarían.
Finlandia se colocó en la primera semifinal, celebrada el 9 de mayo de 2023, y actuó en último lugar en el espectáculo. La canción se clasificó para la final celebrada el 13 de mayo de 2023, ganando la semifinal con 177 puntos. En la gran final, la canción ganó el voto del público con 376 puntos, pero quedó segunda en la general con 526 puntos, por debajo del total ganador de Suecia de 583 puntos para "Tattoo" de Loreen.

## Desempeño comercial
La canción alcanzó la posición número 1 en la lista Viral 50 de Spotify, y la posición número 7 en su lista Top 50. Es la primera canción en finlandés en alcanzar el top 200 global de Spotify, y se convirtió en la canción en finlandés más escuchada de Spotify de todos los tiempos, superando a la canción "Ikuinen vappu" de JVG, que ostentaba el récord anterior. En la UK Singles Chart «Cha Cha Cha» debutó en el número seis, la primera canción en finlandés en llegar al top diez.

## Créditos y personal
Créditos adaptados de Tidal.
- Käärijä - voz
- Kiro - productor
- Aleksi Nurmi - productor, escritor, arreglista
- Jere Pöyhönen - letrista
- Johannes Naukkarinen - escritor, arreglista
- Jukka Sorsa - guitarra, arreglista
- Kalle Keskikuru - mezclando
- Svante Forsbäck - masterización

## Covers
«Cha Cha Cha» ha sido versionada por la banda alemana y otros participantes de Eurovisión 2023, Lord of the Lost.
«Cha Cha Cha» también fue remezclada por el DJ noruego Alan Walker.

## Posicionamiento en listas
| Listas (2023)                                       | Mejor posición |
| --------------------------------------------------- | -------------- |
| Alemania (Offizielle Deutsche Charts)               | 18             |
| Australia Digital Tracks (ARIA)                     | 22             |
| Austria (Ö3 Austria Top 40)                         | 7              |
| Bélgica (Flandes) (Ultratop 50)                     | 9              |
| Croacia (Billboard)                                 | 2              |
| Croacia (HRT)                                       | 47             |
| Dinamarca (Tracklisten)                             | 32             |
| España (PROMUSICAE)                                 | 46             |
| Estados Unidos World Digital Song Sales (Billboard) | 12             |
| Finlandia (OFC)                                     | 1              |
| Global 200 (Billboard)                              | 27             |
| Greece International (IFPI)                         | 2              |
| Hungría (Single Top 40)                             | 27             |
| Irlanda (IRMA)                                      | 7              |
| Islandia (Plötutíðindi)                             | 2              |
| Israel (Media Forest)                               | 5              |
| Italia (FIMI)                                       | 85             |
| Letonia (LAIPA)                                     | 1              |
| Lituania (AGATA)                                    | 1              |
| Luxemburgo (Billboard)                              | 11             |
| Nueva Zelanda Hot Singles (RMNZ)                    | 9              |
| Noruega (VG-lista)                                  | 3              |
| Países Bajos (Mega Single Top 100)                  | 13             |
| Polonia (Polish Streaming Top 100)                  | 2              |
| Portugal (AFP)                                      | 43             |
| Reino Unido (UK Singles Chart)                      | 6              |
| República Checa (Singles Digitál Top 100)           | 8              |
| Suecia (Sverigetopplistan)                          | 1              |
| Suiza (Schweizer Hitparade)                         | 8              |